# Marcus Minucius Thermus
Marcus Minucius Thermus (1. Jh. v. Chr.) war ein Politiker und Feldherr der späten Römischen Republik.
Über Marcus Minicius Thermus ist nur wenig bekannt; seinen Weg in die Geschichtsbücher fand er, weil der junge Gaius Iulius Caesar unter seinem Kommando stand. Der Sullaner Thermus war im Jahr 81 v. Chr. Prätor. Noch während seines Amtsjahres oder unmittelbar danach ging er als Statthalter in die kleinasiatische Provinz Asia.
Während seiner Zeit als Proprätor 80 v. Chr. nahm er den jungen, gerade 19 Jahre alten Caesar als Offizier in seinen Stab auf. Unter Thermus’ Führung wurde Mytilene auf Lesbos erobert, wobei Caesar sich hervortat und von ihm eine Auszeichnung, die Corona Civica, verliehen bekam.
Bekannt ist zudem, dass er Caesar während der Belagerung von Mytilene nach Bithynien schickte. Dort sollte der junge Offizier eine Flotte, die den Belagerern fehlte, organisieren und nach Mytilene bringen.